# نيشا نور
كانت نيشا نور ممثلة ذات شعبية من جنوب الهند. كانت نشطة بشكل رئيسي في الأفلام التاميلية والماليالامية. عملت أيضًا في عدد قليل من التيلغو والكانادا.

## المهنة
حظيت نيشا نور بشعبية بسبب أدوارها في أفلام مثل كاليانا أغاثيجال (1986) وإير ذا غريت (1990). عملت في العديد من الأفلام الأخرى مثل تيك تيك تيك (1981)، وتشوفابو نادا التي نالت إعجاب النقاد، وMimics Action 500، وانيماي إدهو إدهو، وما إلى ذلك. وكانت في ذروة حياتها المهنية خلال الفترة من 1980 إلى 1986، وعملت مع مخرجين مثل K. Balachander. وVisu وChandrashekar. توفيت في عام 2007.

## جزء من أفلامها

### التاميلية
- Mangala Nayagi (1980)
- Muyalakku Moonu Kaal (1980)
- Enakkaga Kaathiru (1981)
- Tik Tik Tik (1981)
- Manamadurai Malli (1982
- Inimai Idho Idho (1983)
- Aval Sumangalithan (1985)...Stella
- Sri Raghavendrar (1985)
- Kalyana Agathigal (1986)
- Aval Oru Vasantham (1992)

### ماليالامية
- Chuvappu Naada (1990)
- Mimics Parade (1990)
- Iyer the Great (1990)
- Mimics Action 500 (1995)